# Pyramiden von Túcume

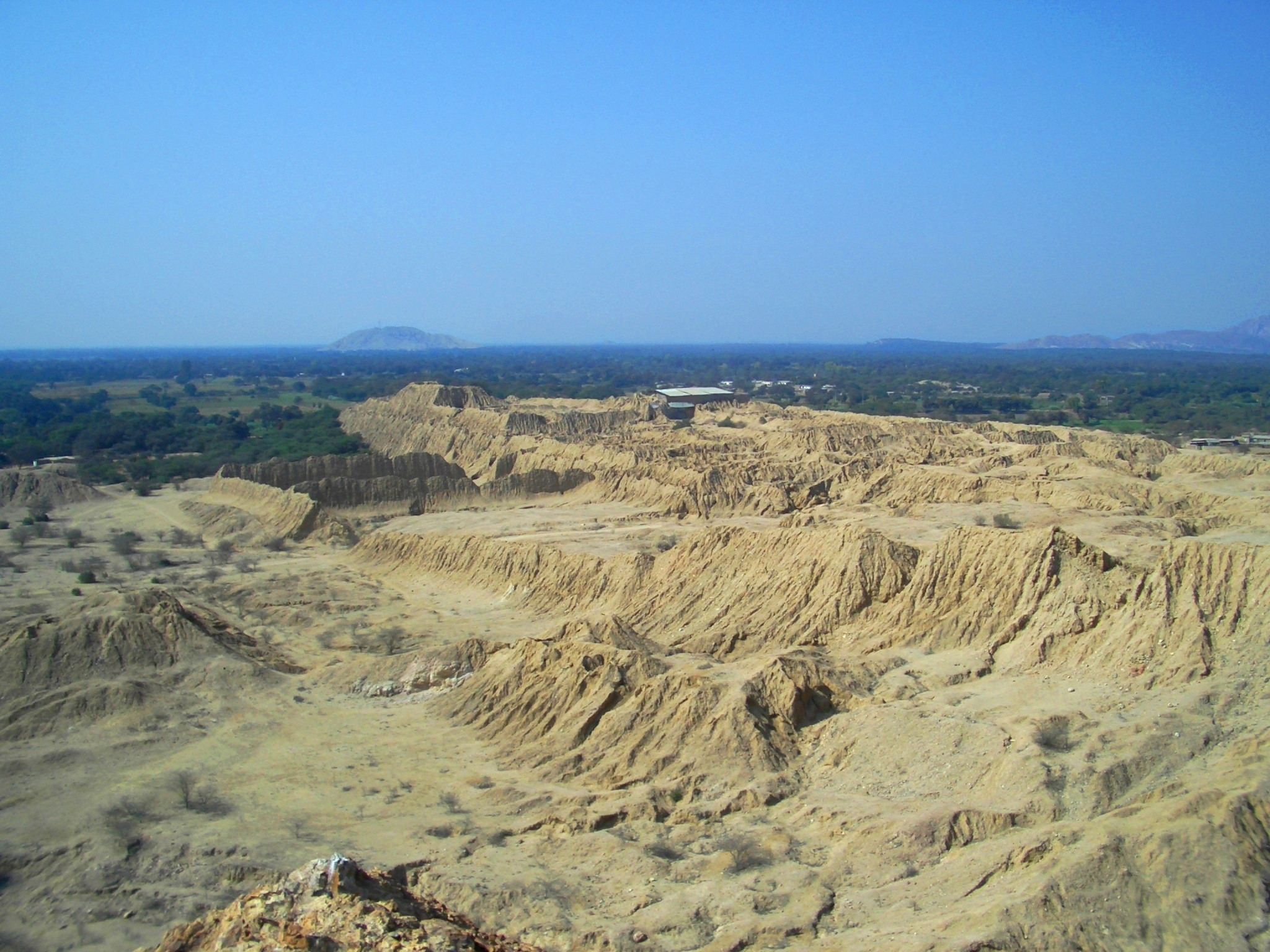
Blick über einen der Huaca-Bezirke von Túcume

Die Pyramiden von Túcume befinden sich nahe der Stadt Túcume in der Verwaltungsregion Lambayeque, dem „Departamento de Lambayeque“ in Nordperu, auf einem Areal von ca. 220 ha. Sie sind die größte bekannte Ansammlung von Pyramiden aus ungebrannten Lehmziegeln aus vorkolumbianischer Zeit. Die historische Stätte wird von den Einheimischen auch Purgatorio, das Fegefeuer genannt. Es werden 26 große Pyramiden gezählt; insgesamt befinden sich in diesem Gebiet größenordnungsmäßig etwa 260 Stück. Die höchste misst aktuell noch etwa 30 m und wird „Huaca 1“ genannt. Von der Größe her noch beeindruckender ist die „Huaca Larga“, die mit einem Grundriss von 700 mal 280 Meter eine der größten Pyramiden der Welt ist. (Zum Vergleich: Cheops-Pyramide 230 m × 230 m; Pyramide von Cholula 450 m × 450 m.) Die Archäologen gehen davon aus, dass die Pyramiden um 1100 für religiöse Rituale erbaut wurden, als die Sicán sich aufgrund des durch den Niedergang der Mochica-Kultur um 700 im Lambayeque-Tal entstandenen Machtvakuums ausdehnten. Es wird davon ausgegangen, dass die Lambayeque, mittelamerikanische Ureinwohner der Sicán-Kultur, in diesem Gebiet ein ausgedehntes administratives, militärisches und religiöses Zentrum unterhielten.

## Geographische Lage
Koordinaten: 6° 30′ 57″ S, 79° 50′ 39″ W

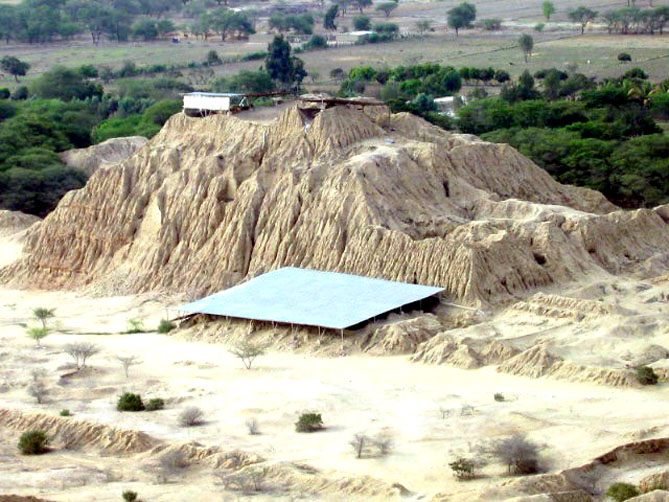
Bild 2: Huaca 1

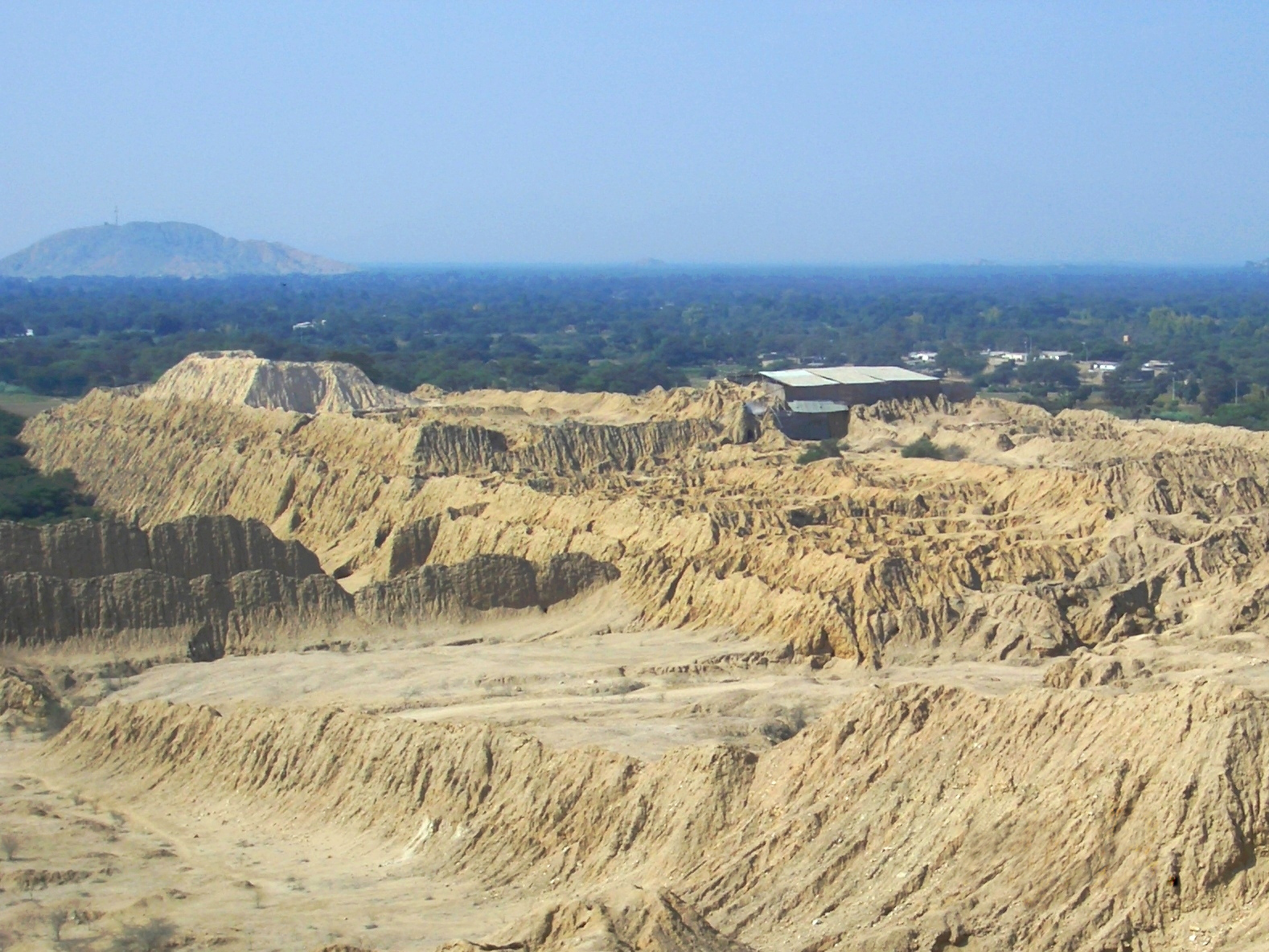
Bild 3: Tempelberg mit Plattform und heiligem Bezirk bei Túcume

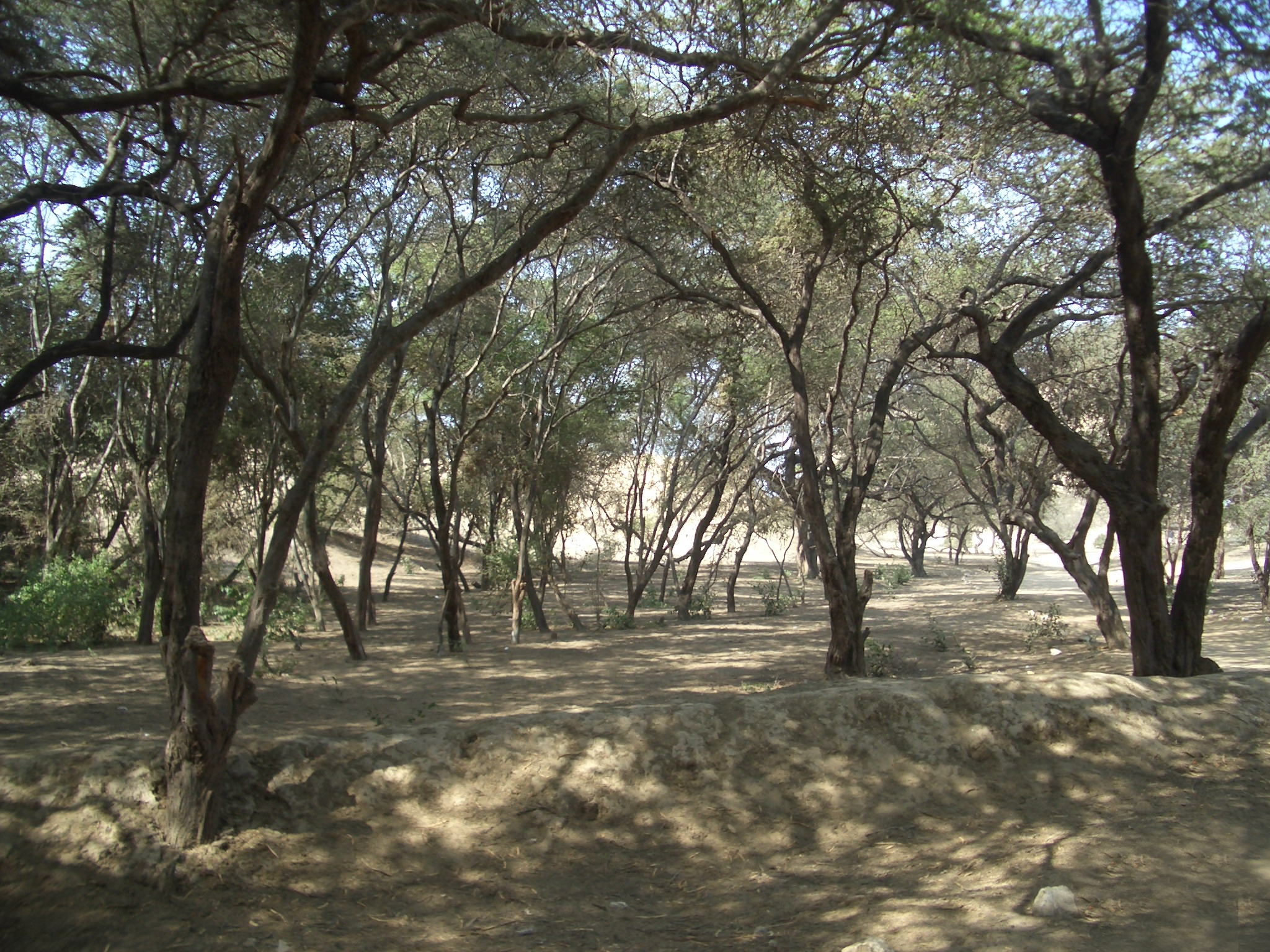
Bild 4: Trockenwald

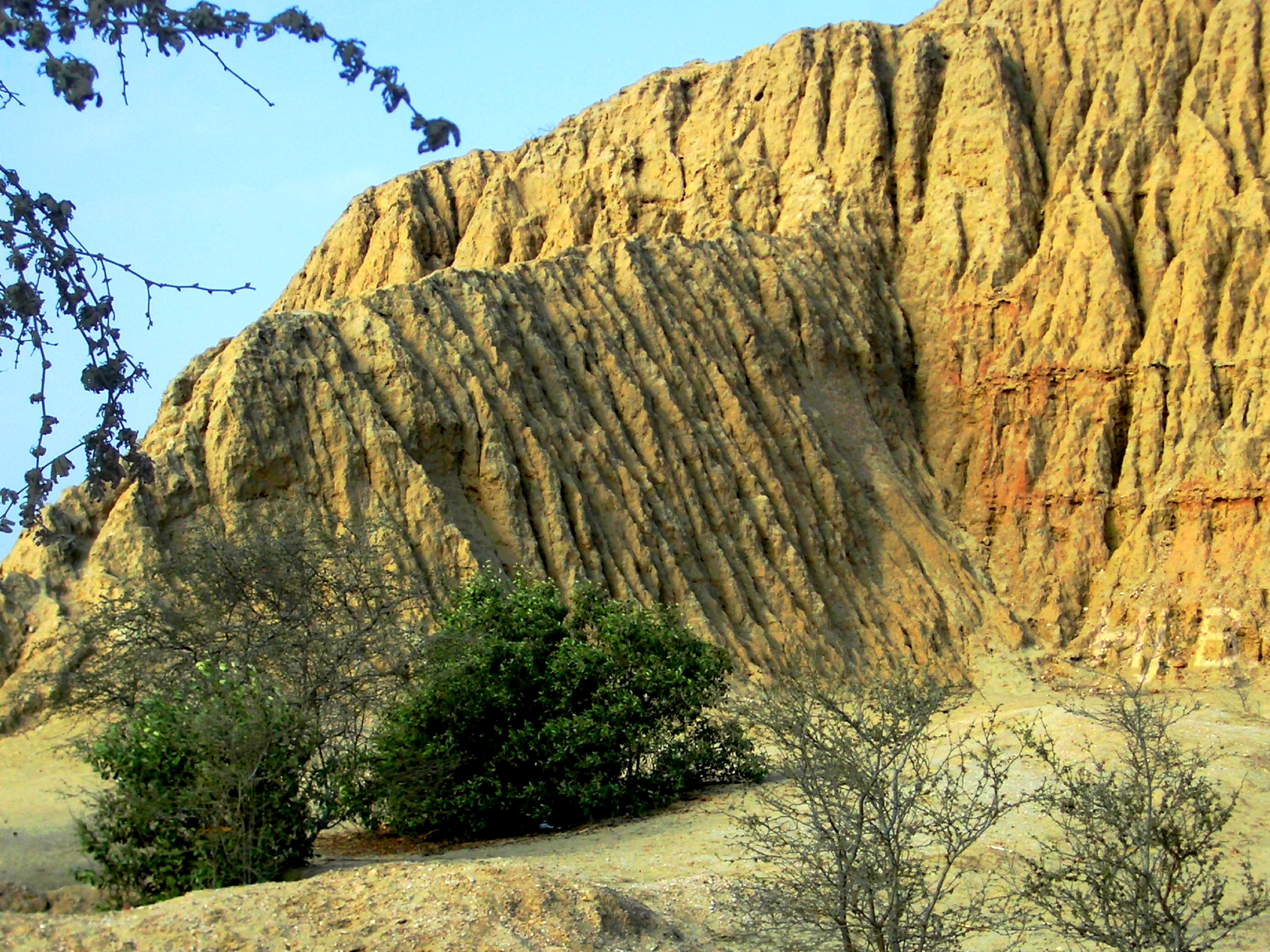
Bild 5: Erosion einer Huaca

Die Ausgrabungsstätte, die auch als „El Valle de las Piramides“ (spanisch für „Tal der Pyramiden“) bezeichnet wird, liegt in einem Tal unweit der peruanischen Küstenregion im heutigen Verwaltungsbezirk Lambayeque etwas über 30 Kilometer von der Stadt Chiclayo entfernt am La Raya Berg unweit des Ortes Túcume. Die Landschaft der peruanische Küste ist im Wesentlichen eine mit Flussoasen durchsetzte Wüstenlandschaft. Bei Túcume gibt es auch einige Trockenwälder, ein sehr fragiles Biotop (Bild 4). Da diese Region von mehreren Flüssen durchzogen wird, war es für die Ureinwohner ein ideales Kulturgebiet. Allerdings zwang es die Bewohner, Höchstleistungen auf dem Gebiet der Landbewässerung zu entwickeln, um das Land auch in einiger Entfernung von den Flüssen noch landwirtschaftlich nutzen zu können.

## Kulturelle Einordnung
Bei den in Túcume entdeckten Pyramiden handelt es sich insbesondere bei den größeren Exemplaren um sogenannte Huacas – Tempelberge (span.: Huaca, ketschua: wak'a). Huacas wurden ursprünglich von den Mochica gebaut, deren periphere Einflusssphäre an der Küste Perus sich bis nach Túcume erstreckte. Im 8. Jahrhundert ging die Kultur der Mochica aus noch ungeklärter Ursache unter und in den bislang von den Mochica besiedelten Tälern entstand ein Machtvakuum. In dieser Phase besiedelten die Sicán, möglicherweise die Nachfahren der Mochica, das Tal. Túcume wird hauptsächlich der Lambayeque-Kultur, einer Untergruppe der späten Sicán im Zeitraum von 1000 bis 1350 nach Christus, zugeordnet, die sich hier niederließen, nachdem sie ihr bisheriges Zentrum Poma im oberen La-Leche-Tal aufgegeben hatten.
Um 1350 nach Christus übernahmen die Chimú für etwa ein Jahrhundert bis ins Jahr 1470 das Gebiet entlang der Küste. Die stark expandierenden Inka, die unter Túpac Inka ihren Machtbereich vom Süden her in das Gebiet des heutigen Perus ausdehnten und schließlich auch Ecuador und Bolivien besetzten, herrschten von 1470 bis ins Jahr 1532 in Túcume. Die Ankunft der spanischen Konquistadores auf der Suche nach dem Gold des südamerikanischen Kontinents beendete die Herrschaft der Inka. Túcume wurde zwischen 1532 und 1547 endgültig verlassen.

## Bauwerksbezeichnung
Die Bezeichnung Pyramiden ist in diesem Zusammenhang wenig treffend gewählt, da es sich bei den größeren Exemplaren um Tempelberge handelt, wobei Huaca (wak'a) im ursprünglichen Sinne etwas Verehrtes, eine heilige Stätte oder Ähnliches bedeutete. In der Oberstadt, auf der Plattform der großen Huacas, lebten in der bereits in Klassen geordneten Gesellschaft der Lambayeque die Adligen, die Priester und die Herrscherfamilien. Zusätzlich wurde die Plattform eines Tempelberges häufig von einer weiteren Erhebung überragt, auf welcher sich ehemals der heilige Bezirk befand (Bild 3).

## Archäologische Ausgrabungen
Der deutsche Ingenieur, Ethnograph und Linguist Heinrich „Enrique“ Brüning fand zufällig Ruinen der Huacas und gilt als erster Forscher in dieser Region. Von ihm stammt eine Reihe von frühen Fotografien der Huacas. Er widmete sich der Erforschung der historischen Muchik-Sprache, die von der einheimischen Bevölkerung dieser Gegend gesprochen wird. Seine archäologischen Funde bildeten die Grundlage für das nach ihm benannte Museum Museo Nacional Enrique Bruning de Lambayeque in Lambayeque. Weitere archäologische Forschungen an den Huacas von Túcume wurden von Thor Heyerdahl, der das Grab des Naymlap (= „Wasservogel“) suchte, um dessen Herkunft über das Meer nachzuweisen, im Rahmen eines Projektes in den Jahren 1988 bis 1993 durchgeführt.
Aufgrund der spät einsetzenden wissenschaftlichen Forschung, die im Wesentlichen erst in den 1990er Jahren begann, sind viele Fragen noch ungeklärt. Als Beispiele sind zu nennen die Ursache für den Niedergang Túcumes, die massiven Brandspuren, der Fund von über hundert Skeletten, offensichtlich Menschenopfer, unweit der Huaca Larga. Bisher erfolglos verlief die Suche nach dem Grab des legendären Naymlap, einem der wichtigsten Herrscher der Region und der Sage nach Gründer der Lambeyeque-Kultur. Ein Problem besteht auch darin, dass Grabungen die konservierenden Deckschichten zerstören. Die durch El Niño erzeugten tropischen Regengüsse bewirken ohnehin eine starke Erosion an der Oberfläche der Huacas (Bild 5). Dies erschwert die Arbeit der Archäologen und schränkt deren Fortschritt zusätzlich ein.

## Öffentlichkeit und Museum
Das „Tal der Pyramiden“ darf besichtigt werden. Sowohl ein Besucherzentrum als auch ein Museum, das Museo de Sitio Túcume, stehen für weitergehende Informationen zur Verfügung.